# Oda Hesenska
Oda, Ota ali Uta Hesenska je bila žena kralja Arnulfa Koroškega, vzhodnofrankovska kraljica in rimska cesarica ter mati kralja Ludvika IV., * okoli 873/874, verjetno v Veldnu, † po 30. novembru 903. 

## Življenje
Oda je verjetno izhajala iz plemiške družine Konradinov. Okrog leta 888 se je poročila z vzhodnofrankovskim kraljem Arnulfom Koroškim. Anulf je s poroko z Odo upal pridobiti podporo Konradinov, ki so vladali v Loreni, Frankovski, Hesnu in na Bavarskem. 
Arnulf je na zboru plemstva v Forchheimu konec maja 889 želel svoja dva nezakonska sinova Cventibolda in Ratolda iz dveh konkubinatov priznati za svoja naslednika. Po zapisu v Fuldskih letopisih so nekateri Franki to sprejeli s pridržkom, da bo priznanje veljavno le, če se kralju ne bo rodil zakoniti sin. Oda je šele leta 893 končno rodila želenega moškega dediča Ludvika. 
Proti koncu Arnulfove vladavine se je Oda večkrat zavzela za ohranitev privilegijev pomembnih samostanov Kremsmünster in Altötting in škofovskih cerkva v Wormsu in Freisingu. Svojega moža je med njegovo vladavino očitno  aktivno podpirala, vendar si je zaradi podpore Cerkvi ustvarila tudi sovražnike. Tik pred moževo smrtjo, ko je bil že hudo bolan in nesposoben vladati, se je morala junija 899 v Regensburgu zagovarjati zaradi obtožbe prešuštva, a ji je z 72 prisegami uspelo obtožbo uspešno odvrniti. Sojenje Odi je bilo drugo tovrstno sojenje v srednjem veku. Le dvanajst let prej je bila za enak zločin obtožena cesarica Rihardis. 
Oda je pomembni deželi Brixen in Föhring iz svoje vdovske dediščine zapustila svojemu sinu Ludviku za opremljanje škofovskih cerkva v Säbenu in Freisingu. Po moževi smrti se je verjetno vrnila domov in bila pokopana ob možu v samostanu sv. Emmerama v Regensburgu.

## Sklica
1. ↑  Matthias Becher: Zwischen König und „Herzog“. Sachsen unter Kaiser Arnolf. V: Franz Fuchs, Peter Schmid (ur.): Kaiser Arnolf. Das ostfränkische Reich am Ende des 9. Jahrhunderts. Regensburger Kolloquium 9.–11. december 1999. München 2002, str. 91.
2. ↑  Annales Fuldenses za leto 889.